# Consulado-Geral de Portugal em Macau
O Consulado-Geral de Portugal em Macau (em chinês: 葡萄牙駐澳門總領事館), é uma agência consular portuguesa, localizada na Região Administrativa Especial de Macau da República Popular da China (RAEM). A associação que administra o consulado é o Instituto Português do Oriente (IPOR). O seu actual cônsul-geral é o Senhor Embaixador Paulo Cunha Alves.

## História
O edifício actual da sede do Consulado-Geral de Portugal, antigamente funcionava como o Hospital de São Rafael [zh], fundado pelo bispo português Belchior Carneiro Leitão na Diocese de Macau em 1569. O hospital foi restaurado em 1939 num estilo de edifício neoclássico da Europa continental, mas em 1975, depois de 406 anos de existência, o hospital tinha sido fechado temporariamente e usado como reassentamento de refugiados. O Governo da Região Administrativa Especial de Macau tinha comprado o hospital, e planeava fazer dele a Autoridade Monetária de Macau, após a Declaração Conjunta Sino-Portuguesa sobre a Questão de Macau, quando Macau tinha sido devolvido à China, o Governo da República Popular da China e o Governo da República Portuguesa decidiram assinar um acordo para a criação do Consulado-Geral de Portugal a 18 de dezembro de 1999, o presidente da República Portuguesa Jorge Sampaio presidiu a cerimónia de abertura do consulado-geral. Em 2004, Portugal assinou um acordo com Hong Kong para a expansão do Consulado Honorário em Hong Kong.